# Leif Dahlgren
Leif Dahlgren (Suecia, 6 de febrero de 1906-16 de abril de 1998) fue un atleta sueco especializado en la prueba de decatlón, en la que consiguió ser subcampeón europeo en 1938.

## Carrera deportiva
En el Campeonato Europeo de Atletismo de 1934 ganó la medalla de plata en la competición de decatlón, logrando un total de 6666 puntos, siendo superado por el alemán Hans-Heinrich Sievert (oro con 6858 puntos) y por delante del polaco Jerzy Pławczyk (bronce con 6399 puntos).